# Badegan (Margorejo)
Badegan is een bestuurslaag in het regentschap Pati van de provincie Midden-Java, Indonesië. Badegan telt 1319 inwoners (volkstelling 2010).